# Skeppmora
Skeppmora är en småort i Ludvika socken i Ludvika kommun fem kilometer sydväst om Ludvika vid riksväg 50 mellan Grängesberg och Ludvika.

## Historia
Skeppmora (på äldre kartor även kallad Skepmora) hör till Ludvika socken.  Före 1700-talet tillhörde Skeppmora Gonäs by. Omkring sekelskiftet 1700 fick Ludvika bruk överta den skog som låg mellan Skeppmora och Gonäs. Skogen var en viktig råvara för framställning av träkol som användes vid bruket.  I samband med det bildade Skeppmora en egen by men bergsmännen fortsatte under lång tid sitt delägarskap i Gonäs hytta. Bergsmän i Skeppmora hade även andelar i närbelägna Klenshyttan.

## Samhället
Samhället består idag av några bostadshus och två gårdar av 1800-talskaraktär. Gamla landsvägen (nuvarande Skeppmoravägen) går fortfarande genom byn men har kompletterats av en västra förbifart (riksväg 50).

## Bilder

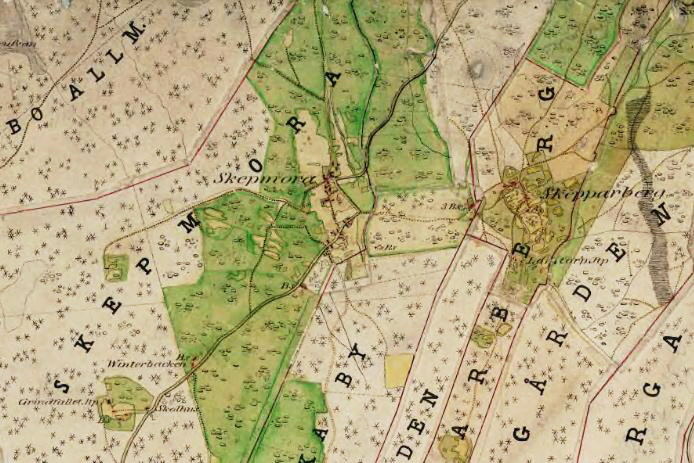
"Skepmora" och omgivning 1866
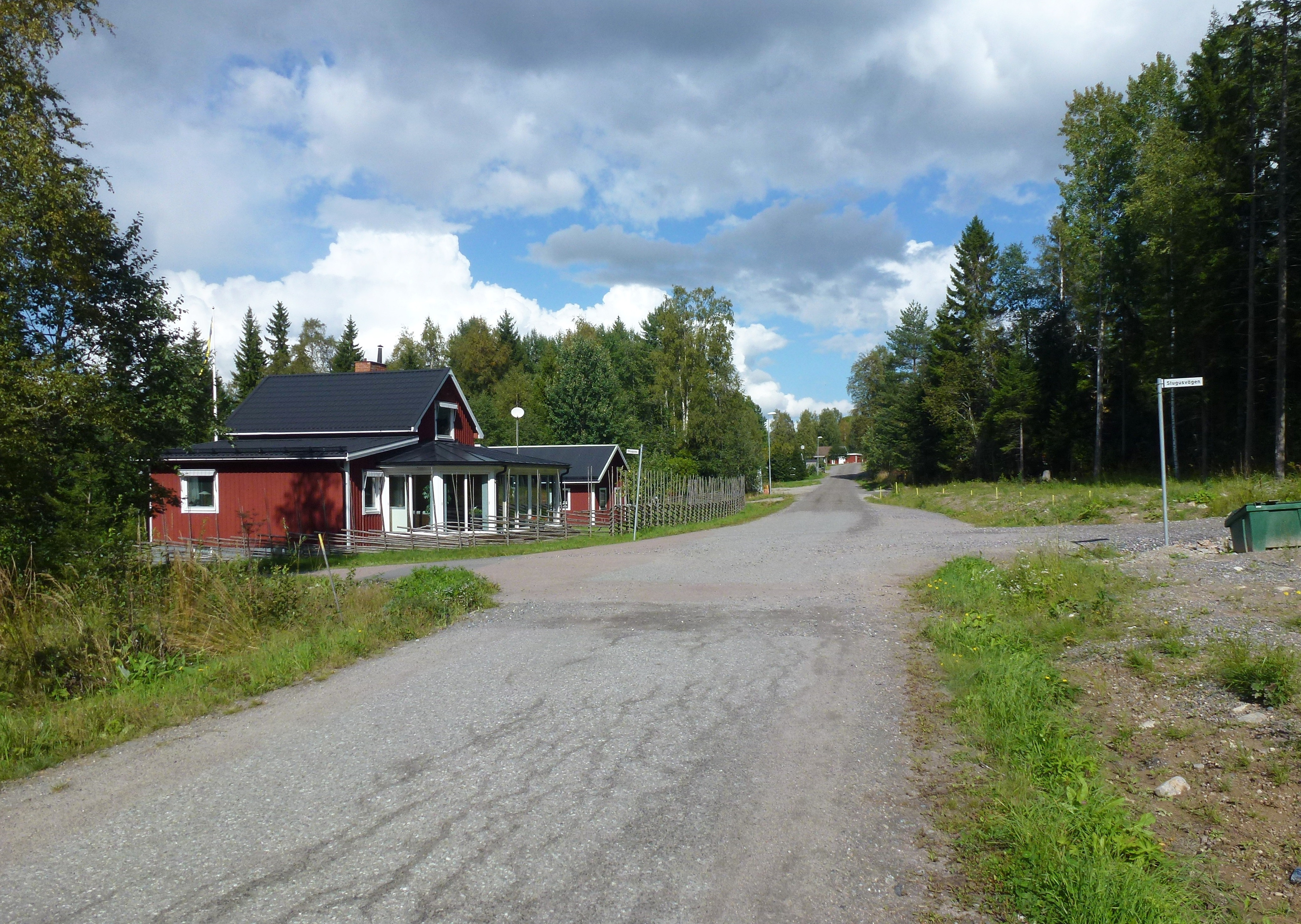
Skeppmoravägen i höjd med Stugusvägen